# مارسين ستيفانيك
مارسين ستيفانيك (بالبولندية: Marcin Stefanik)‏ هو لاعب كرة قدم بولندي في مركز الوسط، ولد في 25 يونيو 1987 في دبيتسا في بولندا. لعب مع ويدزي لودز.

## وصلات خارجية
- مارسين ستيفانيك على موقع قاعدة بيانات كرة القدم.إي يو (الإنجليزية)
- مارسين ستيفانيك على موقع Soccerway.com (الإنجليزية)